# Licuala distans
Licuala distans är en enhjärtbladig växtart som beskrevs av Henry Nicholas Ridley. Licuala distans ingår i släktet Licuala och familjen Arecaceae. Inga underarter finns listade i Catalogue of Life.